# Билсхаузен
Билсхаузен (њем. Bilshausen) општина је у њемачкој савезној држави Доња Саксонија. Једно је од 29 општинских средишта округа Гетинген. Према процјени из 2010. у општини је живјело 2.400 становника. Посједује регионалну шифру (AGS) 3152002.

## Географски и демографски подаци
Билсхаузен се налази у савезној држави Доња Саксонија у округу Гетинген. Општина се налази на надморској висини од 176 метара. Површина општине износи 8,5 km².

## Становништво
У самом мјесту је, према процјени из 2010. године, живјело 2.400 становника. Просјечна густина становништва износи 283 становника/km².